# مايكل هيك
مايكل هيك (بالإنجليزية: Michael Heck)‏ هو ضابط أمريكي، ولد في 12 يوليو 1942.